# Station Tutbury and Hatton
Tutbury and Hatton is een spoorwegstation van National Rail in Tutbury, South Derbyshire in Engeland. Het station is eigendom van Network Rail en wordt beheerd door East Midlands Railway. 